# 囊鰓鯰科
囊鰓鯰科（學名：Heteropneustidae）是輻鰭魚綱鯰形目的一個科。

## 分類
囊鰓鯰科其下僅有一屬：
- 囊鰓鯰屬（Heteropneustes）
  - 印度囊鰓鯰（Heteropneustes fossilis）
  - 湄公河囊鰓鯰（Heteropneustes kemratensis）
  - 長胸囊鰓鯰（Heteropneustes longipectoralis）
  - 小眼囊鰓鯰（Heteropneustes microps）
  - 納尼氏囊鰓鯰(Heteropneustes nani)